# Джаар, Альфредо
Альфредо Джаар (Alfredo Jaar; род. 5 февраля 1956, Сантьяго-де-Чили) — современный американский художник, архитектор и режиссёр чилийского происхождения (Джаар эмигрировал из Чили в 1981, в разгар военной диктатуры Пиночета). В основном известен благодаря инсталляциям, часто включающими фотографии и затрагивающими социально-политические вопросы. Отец музыканта Николаса Джаара.

## Образование
- Instituto Chileno-Norteamericano de Cultura, Сантьяго (1979)
- Universidad de Chile, Сантьяго (1981)

## Творчество
Искусство Джаара связано с политикой, стратегией репрезентации реальных событий, войной и глобализацией, проекты художника иногда предполагают участие зрителей (в случае общественных мероприятий и перформансов).
Джаар использует информацию, которую большинство людей предпочитают избегать: бедственное положение беженцев, геноцид, этнические и политические преступления. Вместо того, чтобы предлагать информацию в ожидаемых и привычных формах, художник создает работы, которые требуют размышлений. Например, инсталляция «Real Pictures», созданная по заказу Музея современной фотографии в 1995 году, представляет собой 100 коробок для хранения архивных фотографий, установленных рядами на полу галереи. Предлагая зрителю только текст в контексте невидимого изображения, Джаар побуждает зрителей читать и думать о политическом и историческом контексте ситуации. Это произведение поднимает вопросы относительно достоверности письменных и фотографических свидетельств.
Фотографии в работах Джаара 1980-х и начала 1990-х годов служили основой элегантных и в то же время довольно театральных инсталляций. Обычно демонстрируемые в лайтбоксах, изображения размещались либо слишком высоко, либо слишком низко на стене, чтобы быть легко увиденными, или таким образом, что можно было увидеть только их отражение. Таким образом, Джаар привлекал внимание к неспособности фотографии отразить или донести правду. Образы Джаара стали заложниками классической головоломки постмодернистской эстетики: желание одновременно критиковать идеологические основы репрезентации и использовать её силу для убеждения и донесения информации.
В проекте «Lament of the Images» (2002), как и в ряде его работ с середины 1990-х, изображения вообще отсутствуют — но не по причине сомнения в достоверности. Инсталляция Джаара (которая впервые была показана на Документе) демонстрирует уважение к потенциалу документальной фотографии демонстрировать и сохранять историческую память. Затемненная комната содержит три панели со светящимися буквами. Две из них описывают примеры исключения изображений из публичной сферы: Билл Гейтс купил и закрыл доступ (для «сохранности») около семнадцати миллионов фотографий из архивов Bettmann и United Press International; Министерство обороны США владеет всеми доступными спутниковыми снимками Афганистана, начиная с воздушного удара 2001. Третий текст рассказывает более неоднозначную историю отсутствующих изображений: нет фотографий Нельсона Манделы, плачущего в день освобождения из тюрьмы. Вынужденный разбивать известняк под ослепительным солнцем во время двадцати восьмилетнего заключения на острове Роббен, Мандела получил повреждение сетчатки, сделавшей его неспособным плакать.
Работы Джаара выставляются по всему миру, он был участником целого ряда биеннале — Венеции (1986, 2007), Сан-Пауло (1987, 1989), Стамбуле (1995), Кванджу (1995, 2000), Йоханнесбурге (1997), Севилье (2006), Москве (2009).

## Персональные выставки
| - 2009 The Sound of Silence, Galerie Lelong, Нью-Йорк - 2008 It is difficult. Hangar Bicocca, spazio d’arte contemporanea, Милан - 2008 «Is the wind you?», Kenji Taki Gallery, Токио - 2008 Searching and searching, Kenji Taki Gallery, Nagoya - 2008 SLG South London Gallery Alfredo Jaar: Politics of the Image, SLG South London Gallery, Лондон - 2007 La politique des images, Musée cantonal des Beaux-Arts, Lausanne - 2006 Jaar SCL 2006, Galería Gabriela Mistral, Santiago - 2006 Muxima, Galeria Oliva Arauna, Мадрид - 2006 The Eyes of Gutete Emerita, Hood Museum of Art, Ганновер - 2006 Muxima, Mamco — musée d´art moderne et contemporain, Женева | - 2006 Galerie Lelong, Нью-Йорк - 2005 Le ceneri di Gramsci, Studio Stefania Miscetti, Рим - 2005 MACRO (Museo d´Arte Contemporanea Roma), Рим - 2005 Grand Arts, Kansas City - 2005 The Eyes of Gutete Emerita, Музей изящных искусств, Хьюстон - 2004 Galleria Lia Rumma Milano, Милан - 2003 Toda a dor domundo, Portuguese Center of Photography, Порто - 2003 El lamento de las imágenes, Galeria Oliva Arauna, Мадрид - 2002 Galerie Lelong, Нью-Йорк - 2002 Emergencia, Baltic Art Center, Visby - 2001 Badischer Kunstverein, Karlsruhe - 2000 Kenji Taki Gallery, Токио | - 2000 Kenji Taki Gallery, Nagoya - 2000 Waiting, San Diego State University Art Gallery, San Diego - 2000 Emergencia, Waiting, Epilogue, Bildmuseet, Umeå - 2000 It is Difficult, Hosfelt Gallery, San Francisco - 1998 Museum het Domein, Sittard - 1997 Galerie Thomas Schulte, Берлин - 1997 The Rwanda Project, Hosfelt Gallery, Сан-Франциско - 1993 GAK — Gesellschaft für Aktuelle Kunst e.V. Bremen, Бремен - 1993 un(framed), Tramway, Глазго - 1993 Galerie Thomas Schulte, Berlin - 1992 Whitechapel Art Gallery, Лондон - 1989 MATRIX 122, Berkeley Art Museum and Pacific Film Archive BAM/PFA, Беркли |

## Публичные коллекции
| - 21C Museum Foundation, Louisville, Kentucky - Les Abattoirs de Toulouse, Toulouse, France - Art Institute of Chicago, Чикаго - Chase Manhattan, Нью-Йорк - DaimlerChrysler Contemporary, Берлин - Daros Foundation, Цюрих - Davis Museum and Cultural Center, Wellesley College, Уэлсли, Массачусетс - Fonds National d’Art Contemporain, Париж - High Museum of Art, Атланта, Джорджия - Hirshhorn Museum and Sculpture Garden (недоступная ссылка), Вашингтон - The Israel Museum, Иерусалим - Los Angeles County Museum of Art, Лос-Анджелес - Magasin 3 Stockholm Konsthall, Стокгольм - Miami Art Museum, Майами, Флорида | - Музей современного искусства, Монреаль, Канада - Musee cantonal des Beaux-Arts (недоступная ссылка), Лозанна, Швейцария - Центр Помпиду, Париж - Museo de Artes Visuales, Сантьяго, Чили - Museo de Arte Contemporáneo de Castilla y León, Леон, Испания - El Museo del Barrio, Нью-Йорк - Museo Extremeño e Iberoamericano de Arte Contemporáneo, Бадахос, Испания - Museo Nacional Centro de Arte Reina Sofía, Мадрид - Museu d’Art Contemporani de Barcelona, Барселона - Museum het Domein, Ситтард, Нидерланды - Музей современного искусства, Чикаго - Museum of Contemporary Arts Los Angeles, Лос-Анджелес | - Museum of Contemporary Art San Diego, Сан-Диего - Музей современной фотографии, Чикаго - Museum of Modern Art, Нью-Йорк - Museum voor Hedendaagse Kunst Antwerpen, Антверпен - National Gallery of Canada, Оттава - New York Public Library, Нью-Йорк - Norton Museum of Art, West Palm Beach, Флорида - Queensland Art Gallery, Queensland Cultural Center, South Brisbane, Австралия - Rose Art Museum, Brandeis University, Waltham, Массачусетс - Художественный музей Сиэтла, Сиэтл, Вашингтон - Tate Britain, Лондон - Williams College Museum of Art, Williams College, Williamstown, Массачусетс |

## Семья
- Жена Эвелин Мейнард
- Сын Николас Джаар